# طبقة الصفن الليفية
السلخ أو طبقة الصفن الليفية (بالإنجليزية: dartos)‏ طبقة من نسيج ليفي مصلي تحت الجلد تستمر مع الحاجز الصفني الذي يقسم الصفن إلى حجرتين وتتألف من التحام ثلاث طبقات لفافية, لونه محمر، قابل للانقباض، وهو عضلة جلدية حقيقية
جلد الصفن:
رقيق، مطاط، ملون، شديد الحساسية، وفي وسطه نتوء طويل يمثل مكان التحام ورقتي الصفن اللتان تبقيان منفصلتين عند المرأة وتشكلان الشفرين الكبيرين.